# سيلوكسان

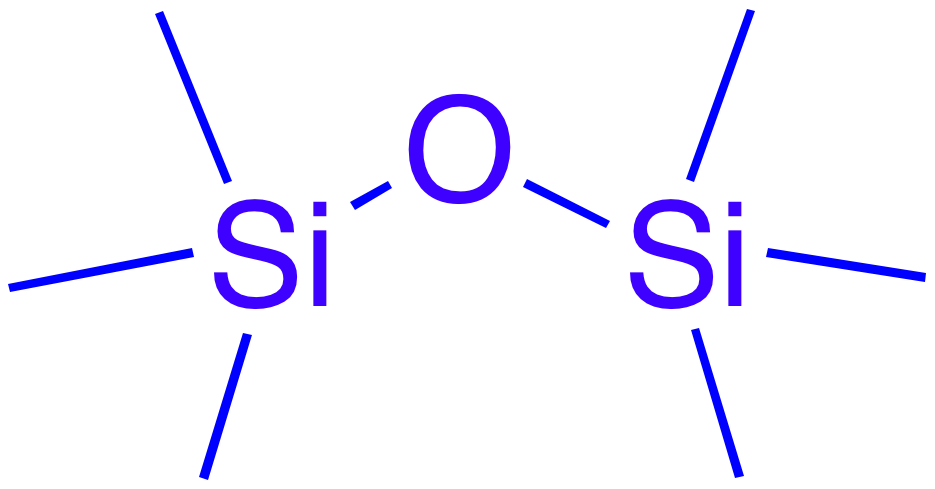
بنية السيلوكسان

السيلوكسان هي مجموعة وظيفية تنتمي إلى المركبات العضوية للسيليكون الكيميائي وهي تحوي على الرابطة Si–O–Si

## اديتات
الاديتات هي مجموعة من ميثيل سيلوكسانات، صنف من السيليكونات السائلة والتي تمتلك خصائص قليلة اللزوجة و تطايرية عالية كما أنها تعتبر من مرطبات البشرة. وفي أديتات معينة تنفع لتنظيف المذيبات.